# برايان أهيرن
برايان أهيرن (بالإنجليزية: Brian Ahern)‏ هو لاعب كرة قدم بريطاني، ولد في 15 نوفمبر 1952 في غلاسكو في المملكة المتحدة. لعب مع نادي آير يونايتد ونادي ألبيون روفرز.